# Zweep

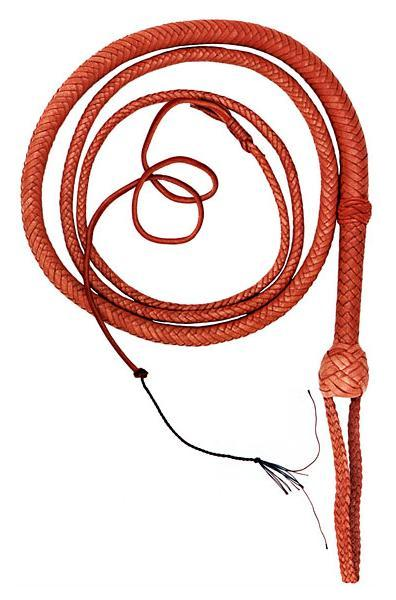
Een bullwhip

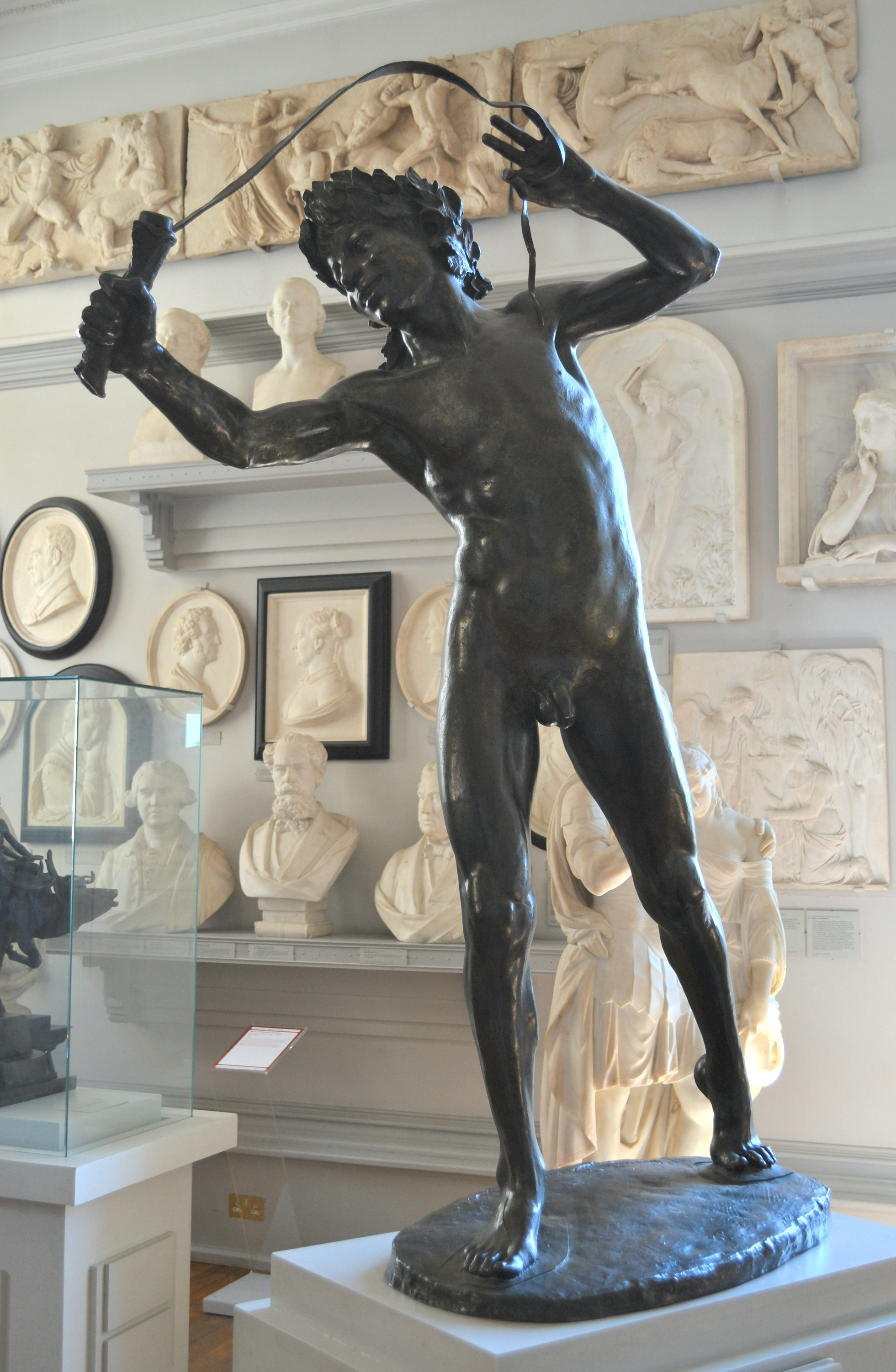
Standbeeld van een man met een zweep tijdens de viering van Lupercalia. Aanraking met de zwepen zou tot vruchtbaarheid leiden en onheil afweren, Conrad Dressler, Walker Art Gallery, Liverpool

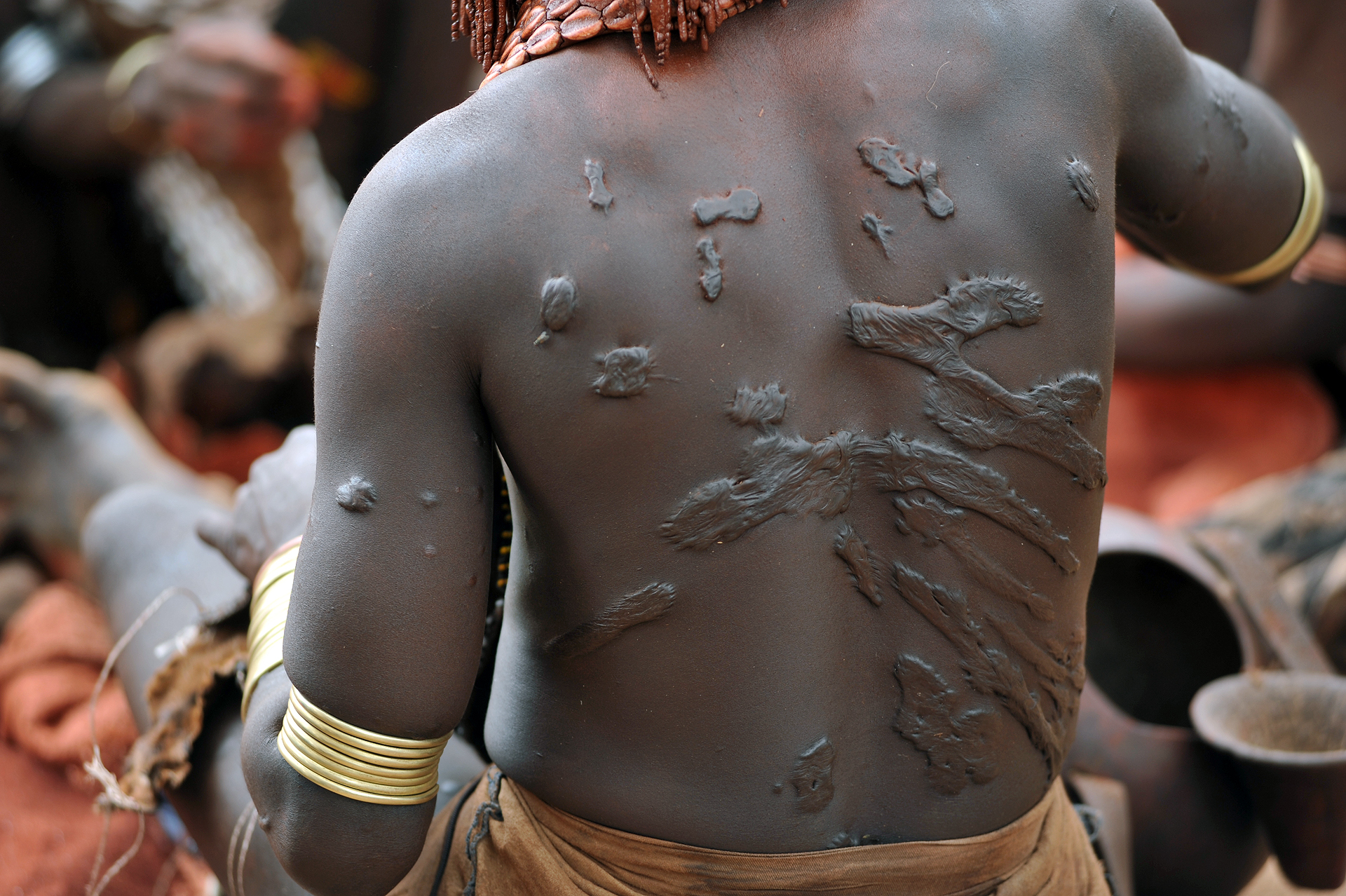
Littekens van een zweep op de rug van een Ethiopische vrouw als gevolg van een inwijding

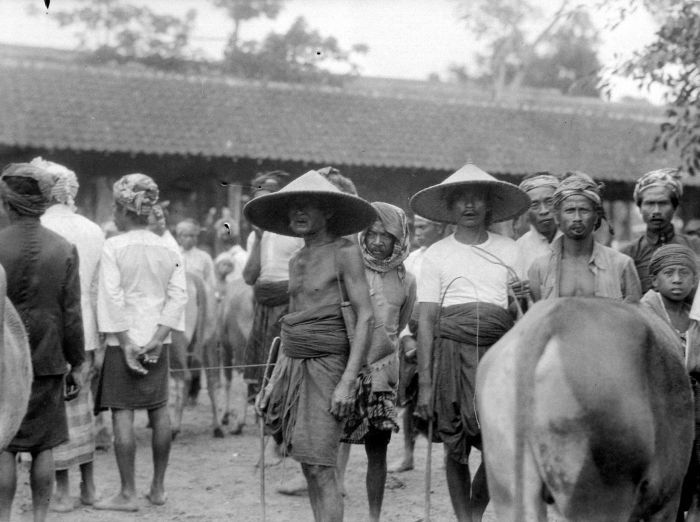
Veedrijvers met zwepen op de veemarkt in Masbagik

Een zweep is een koord of een riem (soms een soepele tak, zoals van de tamarinde), meestal met een handvat.
Zwepen zijn bedoeld om mensen of dieren klappen te geven, om hun gedrag te beïnvloeden (eventueel louter door het knallen) of om een geseling uit te voeren. De zweep kan ook worden gebruikt bij sadomasochistisch spel en bij inwijdingsrituelen.

## Soorten
Linguïstisch en technisch gezien maakt men een onderscheid tussen een zweep en een gesel (of flogger): daar waar een zweep exact één (lange) streng aan een handvat heeft, heeft een gesel twee of meerdere strengen (bijvoorbeeld uit leder, rubber, touw, schoenveters of zelfs kleine kettingen). Het materiaal, de dikte en de vorm van de uiteindes van de strengen bepalen het geluid en de hardheid waarmee slagen aankomen. Praktische gesels hebben strengen met een lengte variërend tussen 30 en 60 cm, terwijl zwepen strengen kunnen hebben tot drie meter lang. Hoe langer de strengen, hoe meer oefening men nodig heeft om het instrument goed te hanteren en doelgericht te laten neerkomen.
De knoet is een vooral uit tsaristisch Rusland bekende variant op de kat met negen staarten, waarbij zich aan het eind van de staarten in plaats van een knoop een ijzeren gewichtje bevond. Honderd tot honderdtwintig slagen met de knoet stonden vrijwel gelijk met een doodvonnis. Een antieke voorloper was de Romeinse plumbata (zo genoemd naar de loden gewichtjes). Vooral in Europese kolonies werd ook de chicote gehanteerd.

## Dieren
Zwepen worden veelvuldig gebruikt om dieren te dresseren en te sturen, bijvoorbeeld bij het opdrijven  van kuddes of het mennen. Rijzwepen worden ook in de sport bij paardrijden en andere dierenraces toegepast. Ook worden ze gebruikt bij circusacts met dieren. De zweep is hier niet in de eerste plaats  bedoeld om pijnlijk te straffen, maar om door middel van lichte aanwijzingen of een schrikwekkende knal, zoals een herdershond de tanden toont zonder de kudde te bijten, het dier te sturen en te corrigeren.

### Rijzweep

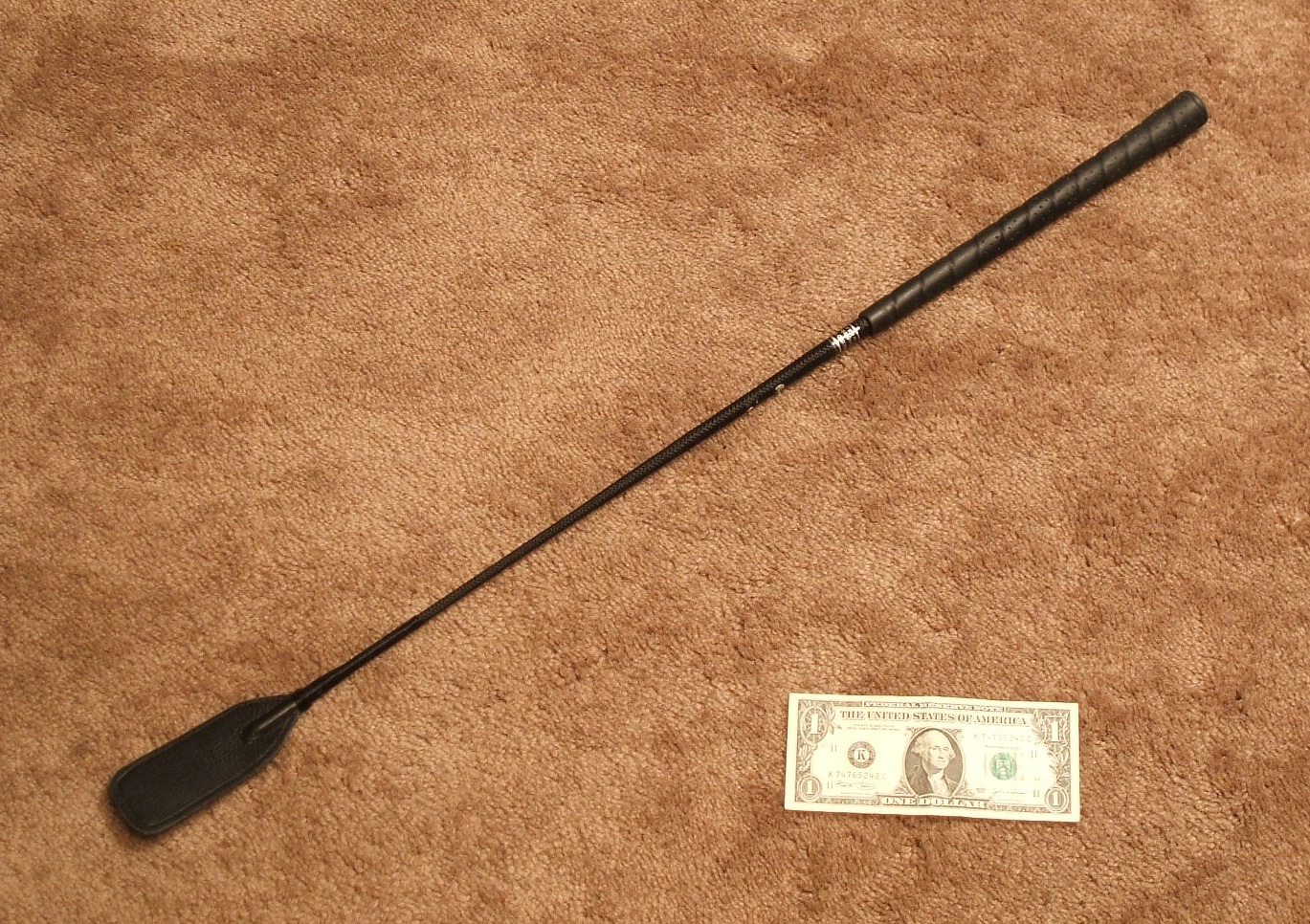
Rijzweep

Rijzwepen voor ruiters zijn kort (ongeveer vijftig tot tachtig centimeter lengte) en worden meestal in de linkerhand gedragen. Aanwijzingen met de rijzweep worden gegeven op de schouder of vlak achter het zadel. Een zweep voor dressuur is iets langer dan een zweep voor springen.

### Koetsierszweep
Een koetsierszweep is ongeveer honderdvijftig tot honderdtachtig centimeter lang en heeft een ongeveer even lange 'slag', of een kortere gebogen slag. Aanwijzingen met de koetsierszweep worden gegeven met de rechterhand door een harde tik ter hoogte van de schouder van het dier. Bestraffen kan gedaan worden met een tik op de achterhand die het dier een paar minuten gaat voelen. 

### Longeerzweep

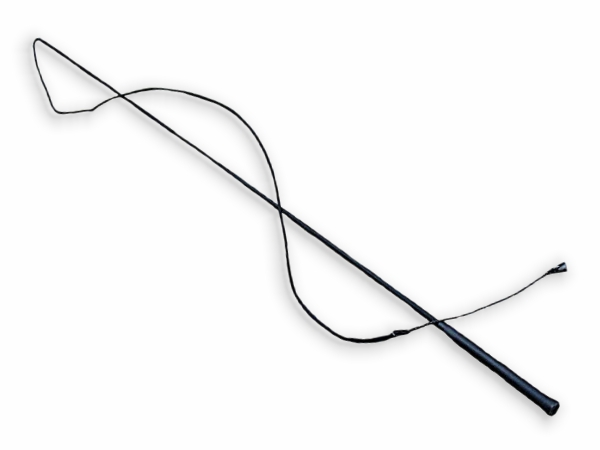
Longeerzweep

Een longeer-, voltigeer- of toucheerzweep lijkt op een koetsierszweep met lange slag waarmee geknald kan worden.

## Knallen
Het "klappen" van de zweep ontstaat doordat het uiteinde van de zweep bij een slag enige tijd snelheden groter dan de geluidssnelheid in lucht bereikt, en dus door de geluidsbarrière gaat. Dit veroorzaakt een schokgolf die overkomt als een knal.
Het uiteinde van de zweep bereikt die enorme snelheden door de wet van behoud van impuls. De impuls die aan het dikke gedeelte van de zweep wordt toegevoerd wordt via een lopende golf overgedragen naar het dunnere gedeelte, dat een veel kleinere massa heeft en daardoor in snelheid toe zal nemen.
Het knallen van de zweep speelt ook een rol in enkele Sinterklaas-tradities, zoals Klausjagen en Chlauschlöpfen. Ook speelt een zweep een rol bij de helper van Sinterklaas, Père Fouettard (de zweepvader of vader geselaar).

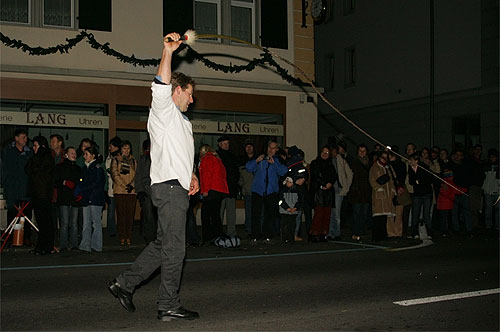
Een man slaat met een lange zweep tijdens het Klausjagen
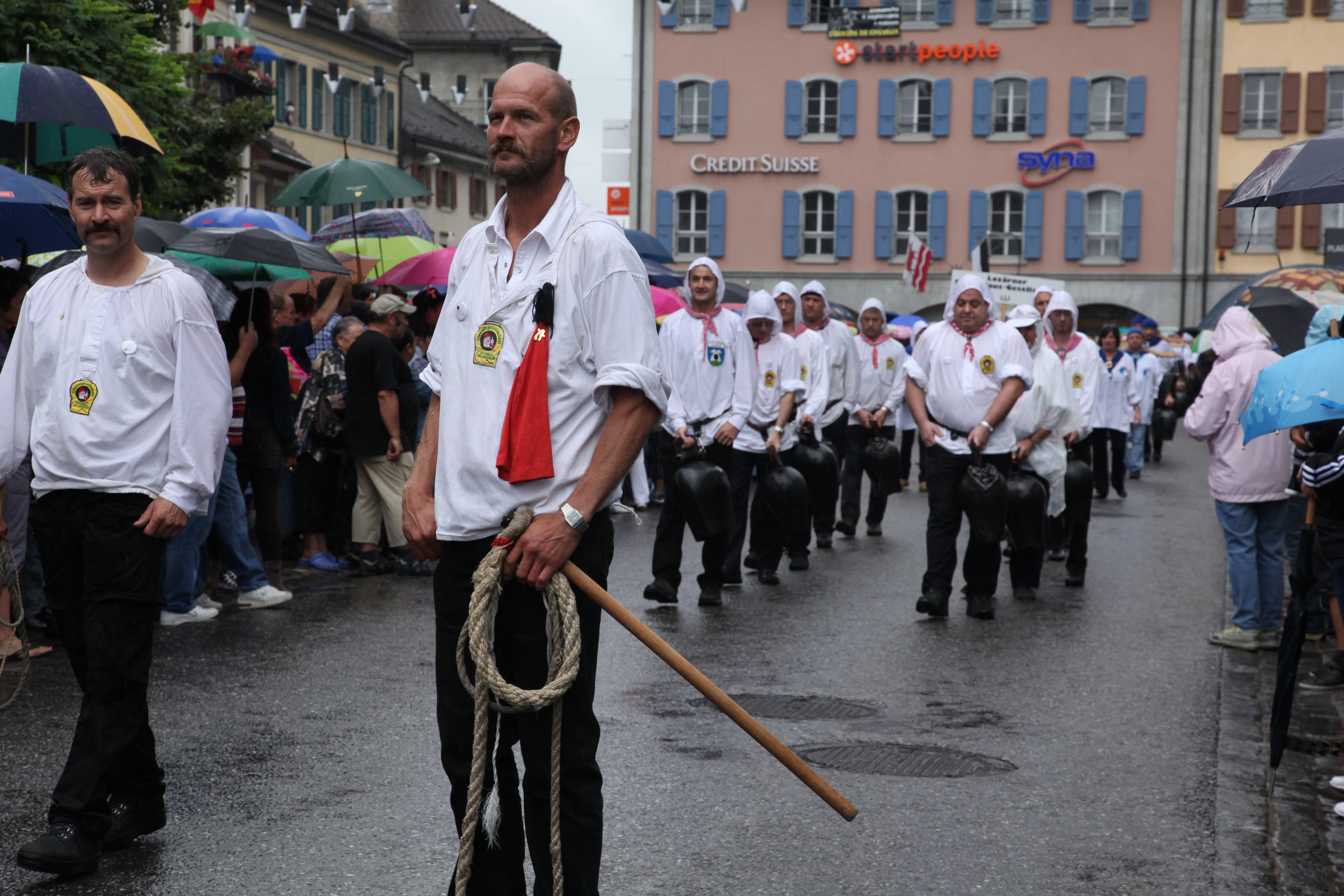
Een man met een zweep bij het Chlauschlöpfen

## Galerij

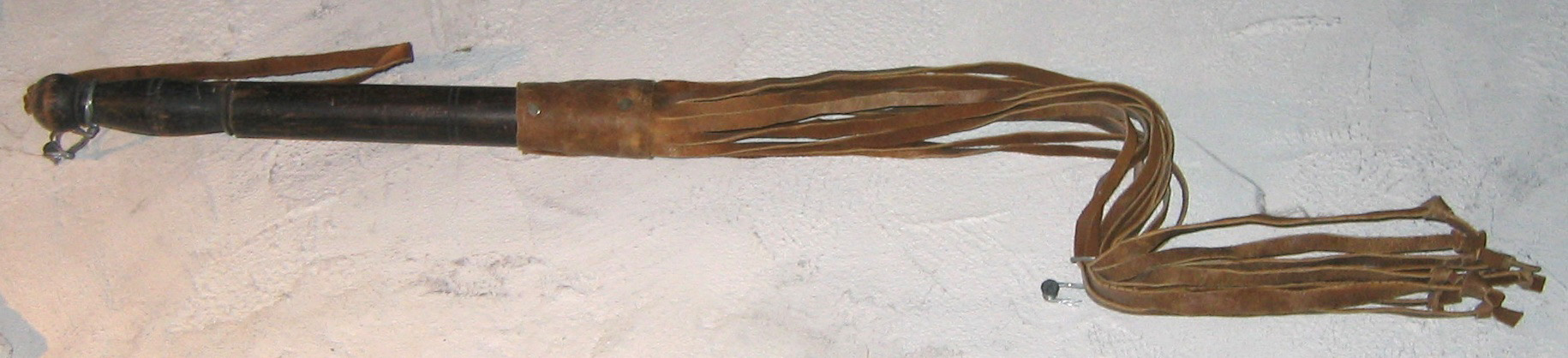
Gesel
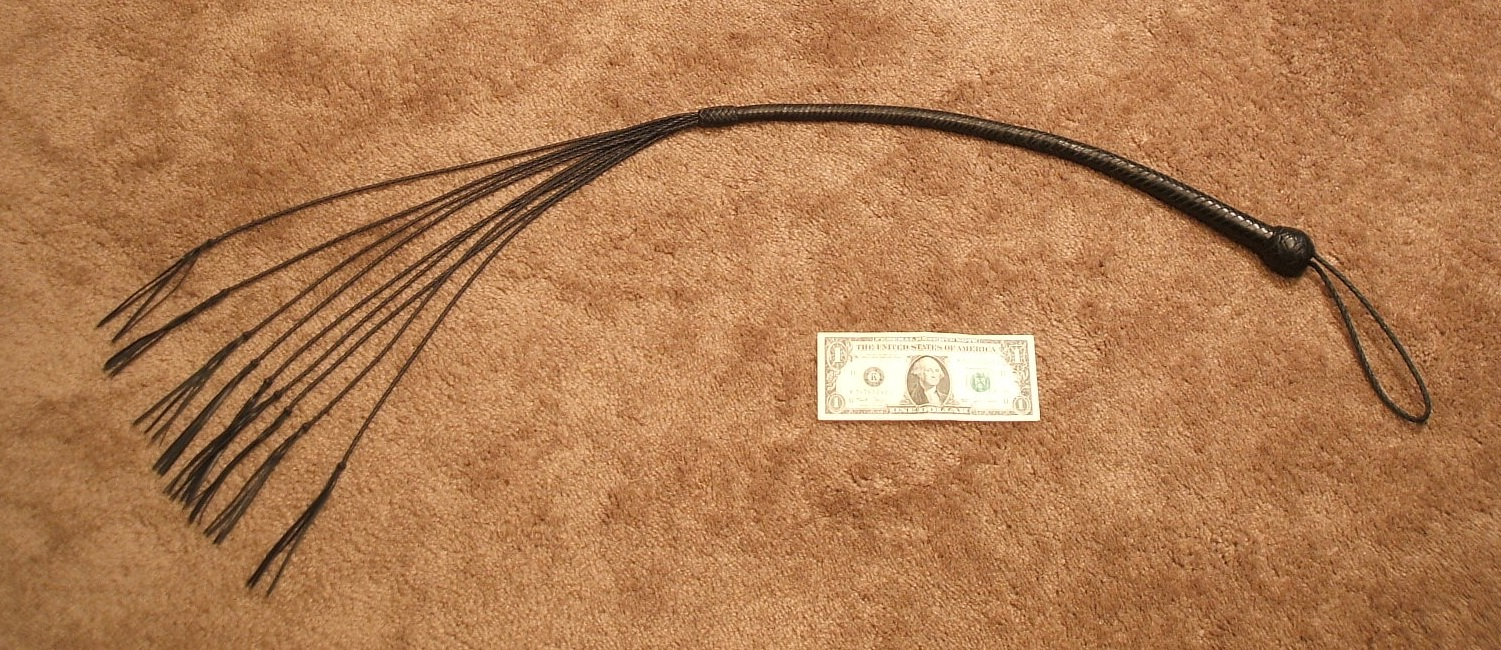
Geselkat
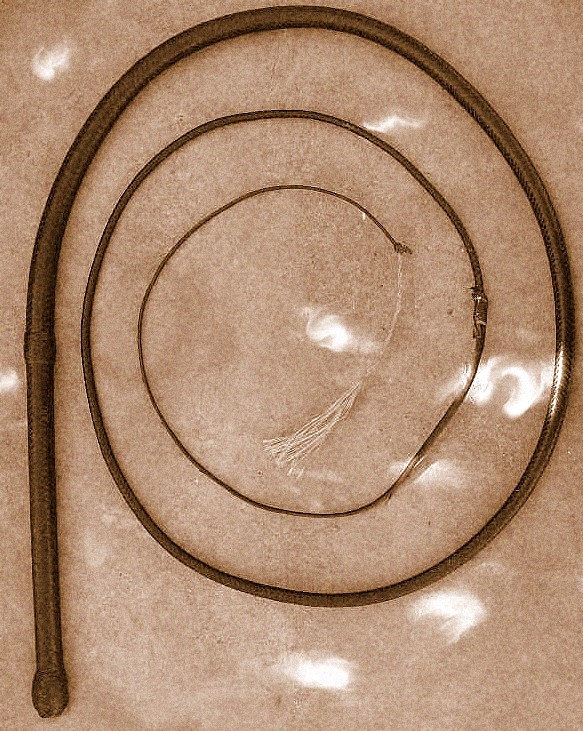
Bullwhip